# Nusinersen
Nusinersen ist ein Arzneistoff aus der Gruppe der Antisense-Oligonukleotide. Unter dem Namen Spinraza (Hersteller: Biogen) wurde er zur Behandlung des genetisch bedingten Muskelschwunds (5q-assoziierte spinale Muskelatrophie) zugelassen. Diese neuromuskuläre Krankheit ist sehr selten und in ihrer schwersten Ausprägung lebensbedrohlich.
Die Verabreichung von Nusinersen erfolgt direkt in den Liquorraum des Wirbelkanals der Wirbelsäule.

## Eigenschaften
Nusinersen ist ein aus 18 Nukleotiden bestehende kurzkettige, synthetische, einzelsträngige Nukleinsäure. Im Phosphorthioat-Ribose-Rückgrat ist die 2'-Hydroxygruppe einer jeden Riboseeinheit durch eine 2-O-Methoxyethylgruppe (2-O-MOE) ersetzt. Der natürlicherweise in Nukleinsäuren vorkommende Phosphatanteil wurde durch Austausch eines Sauerstoffatoms durch Schwefel modifiziert (Phosphorthioat). Nusinersen hat mehrere chirale Zentren.
Der Wirkstoff wird arzneilich in Form des Natriumsalzes Nusinersen-Natrium eingesetzt. Es ist ein weißer bis gelber, hygroskopischer, amorpher Feststoff, der in Wasser gut löslich, in Methanol löslich und in Aceton, Ethanol und Acetonitril unlöslich ist.

## Hintergrund
Spinale Muskelatrophien (SMA) umfassen eine Reihe von genetischen Erkrankungen, die alle die spinalen motorischen Nervenzellen (Motoneuronen) betreffen. Die häufigste Form ist die 5q-assoziierte SMA, die bis zu 95 % der Fälle ausmacht. Sie wird durch eine homozygote Deletion oder Mutation (Loss-of-Function-Mutation) des SMN1-Gens verursacht, welches für das Protein Survival Motor Neuron (SMN) kodiert. SMN ist essentiell für den Erhalt von Motoneuronen, die die Skelettmuskulatur des Körpers innervieren. Ein Mangel an SMN hat eine Fehlfunktion oder den Abbau von Motoneuronen im Rückenmark zur Folge, wodurch es zu einer fortschreitenden Schwäche und Atrophie der abhängigen Muskulatur kommt. Das nahezu identische SMN2-Gen, das in der Nähe des SMN1-Gens lokalisiert ist, vermag den Funktionsverslust des SMN1-Gens teilweise zu kompensieren. Es exprimiert zwar überwiegend das verkürzte, funktionsuntüchtige Protein SMNΔ7, da beim Spleißen das Exon 7 verloren geht (Exon-Skipping); zu circa 10 % entsteht aber auch das normal funktionierende SMN-Protein, das ein Überleben eines Patienten sichern kann, jedoch nicht für eine normale Motoneuronfunktion ausreicht.
Die SMA wird anhand des Alters bei Auftreten der Symptome und der maximal erreichten motorischen Fähigkeiten in die Typen 0, 1, 2, 3 und 4 eingeteilt. Die häufigste und sehr schwere Form (Typ 1) setzt bereits im Neugeborenenalter ein, wobei es zu Lähmungen und Ausfällen lebenswichtiger Muskelgruppen wie der Atem- oder der Schluckmuskulatur kommen kann. Die 5q-assoziierte SMA tritt mit einer Häufigkeit von 1 pro 11.000 Geburten auf und ist die häufigste genetisch bedingte Todesursache bei Säuglingen. Der Erkrankungs-Typ steht im Zusammenhang mit der Anzahl an SMN2-Gen-Kopien.

## Wirkungsmechanismus
Nusinersen wirkt als Antisense-Oligonukleotid, das heißt, dass die Basensequenz entgegengesetzt zu einer funktionalen mRNA ist. Es bindet an den Intronic Splicing Silcencer(ISS)-N1 im Intron 7 auf der prä-mRNA von SMN2 und verdrängt ebenfalls am Spleißvorgang beteiligte nukleare Ribonukleoproteine (hnRNP-Proteine), die den ISS-N1 normalerweise besetzen. Dadurch wird der Einschluss des Exon 7 in die mRNA erhöht. Dies wiederum führt zu einer erhöhten Produktion von funktionellem SMN-Protein in voller Länge.
Durch die intrathekale Injektion ist Nusinersen vollständig für die Verteilung in die Zielgewebe des zentralen Nervensystems (ZNS) verfügbar. In Studien kumulierten die mittleren Liquorkonzentrationen von Nusinersen nach Gabe mehrerer Aufsättigungsdosen und Erhaltungsdosen und erreichten innerhalb von circa 24 Monaten einen Steady State. Die Plasmakonzentrationen waren vergleichsweise gering. Nusinersen wird langsam über Exonukleasen (3’- und 5’) und unabhängig von Leberenzymen hydrolysiert. Die Ausscheidung von Nusinersen und dessen Metaboliten erfolgt wahrscheinlich hauptsächlich über die Nieren (renal). Die mittlere terminale Eliminationshalbwertszeit im Liquor wird auf 135 bis 177 Tage geschätzt, was die Verabreichungsfolge der Erhaltungsdosen (z. B. 4 bis 6 Monate) stützt. Die Plasmahalbwertszeit liegt bei 68 bis 87 Tagen.

## Therapeutische Verwendung
Nusinersen wurde 2016 unter dem Namen Spinraza in den USA zugelassen zur Behandlung der 5q-assoziierten spinalen Muskelatrophie. 2017 folgten Zulassungen in der EU und der Schweiz.
Nusinersen wird per Lumbalpunktion direkt in den Subarachnoidalraum (intrathekal) verabreicht.

### Nebenwirkungen und Anwendungsbeschränkungen
Die häufigsten unerwünschten Arzneimittelwirkungen im Zusammenhang mit der Anwendung waren Kopfschmerzen, Erbrechen und Rückenschmerzen. Als zusätzliche Nebenwirkungen traten zudem schwerwiegende Infektionen in Zusammenhang mit der Lumbalpunktion auf, wie z. B. Meningitis, die im Rahmen der klinischen Studien nicht beobachtet worden waren. Nach der Markteinführung wurde das Auftreten von kommunizierendem Hydrozephalus berichtet. Die Häufigkeit dieser Nebenwirkungen ist nicht bekannt.

### Klinische Prüfung
Die Zulassung von Spinraza basiert auf den beiden randomisierten Doppelblindstudien ENDEAR und CHERISH.
In der Studie ENDEAR erhielten 121 Säuglinge (jünger als 7 Monate) mit infantiler SMA (Symptombeginn vor dem 6. Lebensmonat) randomisiert entweder Spinraza oder eine Scheinintervention. Es wurden verschiedene Meilensteine in der motorischen Entwicklung bewertet, etwa die Fähigkeit den Kopf kontrolliert zu halten, zu krabbeln, zu sitzen oder zu stehen. Der Anteil der Patienten, welche die vorab festgelegten Kriterien für Responder mit motorischen Meilensteinen erfüllten, war unter Nusinersen mit 51 % signifikant höher als unter der Scheinintervention (0 %). Das Sterberisiko oder Risiko für eine dauerhafte Beatmung wurde um 47 % gesenkt.
An der Studie CHERISH nahmen 126 SMA-Patienten teil, deren Symptomatik ab einem Alter von sechs Monaten eingesetzt hatte. Sie erhielten randomisiert entweder Spinraza oder eine Scheinintervention. Die motorischen Fähigkeiten wurden unter Verwendung des HFMSE-Scores (Hammersmith Functional Motor Scale Expanded Score) beurteilt. Als klinisch bedeutsame Verbesserung galt ein Unterschied von mindestens 3,0 Punkten. Die Gruppe der mit Nusinersen behandelten Patienten verbesserte sich nach 15 Monaten um 4,0 Punkte auf der Skala, während der Wert in der Kontrollgruppe um 1,9 Punkte zurückging.
Die Ergebnisse dieser beiden Studien wurden durch Ergebnisse aus klinischen Studien ohne Komparatoren unterstützt. Die Zulassungsempfehlung durch die Europäische Arzneimittelagentur erfolgte nach einem beschleunigten Beurteilungsverfahren. Zum Zulassungszeitpunkt war nicht bekannt, inwieweit die Wirksamkeit längerfristig anhält bzw. eine Heilung bewirken kann.

### Nicht-interventionelle Studien
Einer im Fachmagazin The Lancet Neurology veröffentlichten Beobachtungsstudie zufolge ist Nusinersen auch bei erwachsenen Patienten wirksam und sicher. 124 Patienten im Alter von 16 bis 65 Jahren mit SMA (Typ 2 und 3) aus zehn verschiedenen Behandlungszentren erhielten Nusinersen gemäß der zugelassenen Dosierung. Die Behandlungsdauer betrug mindestens 6 Monate bei einer Nachbeobachtung von bis zu 14 Monaten. Die Werte im HFMSE-Score (als Maß für die motorischen Funktionen) verbesserten sich gegenüber dem Ausgangswert signifikant. Als häufigste Nebenwirkungen traten Kopfschmerzen, Rückenschmerzen und Übelkeit auf, schwerwiegende Ereignisse wurden nicht beobachtet.

### G-BA Nutzenbewertung
Als erstem Orphan-Arzneimittel hatte der Gemeinsame Bundesausschuss (G-BA) in Deutschland Nusinersen für Patienten mit infantiler SMA im Jahr 2017 in seiner Nutzenbewertung einen Zusatznutzen höchsten Ausmaßes zugesprochen (Typ 1: erheblicher Zusatznutzen; Typ 2: beträchtlicher Zusatznutzen). Nach Überschreitung der 50-Millionen-Euro-Umsatzgrenze wurde 2021 die Zweitbewertung (Vollbewertung) verabschiedet. Darin wurde ergänzend zum ersten Beschluss auch für präsymptomatische Patienten mit zwei SMN2-Genkopien ein „erheblicher“ Zusatznutzen bescheinigt. Der G-BA hielt in seinem Beschluss ferner fest, dass Nusinersen auch für Patienten mit Typ 3 und Typ 4 eine relevante Therapieoption sei, wenngleich der Zusatznutzen durch die Nichtberücksichtigung der vorgelegten Daten formal als „nicht belegt“ gilt.

## Sonstiges
Die Jahrestherapiekosten pro Patient werden mit 566.745 Euro im ersten Jahr und 261.575 Euro für die Folgejahre angegeben (Stand 2021).
Nusinersen hat für die Behandlung der 5q-assoziierten spinalen Muskelatrophie in der EU und in den USA einen Status als „Arzneimittel für seltene Leiden“ (Orphan-Arzneimittel).